# Краковское воеводство (Королевство Польское)
Краковское воеводство (пол. Województwo krakowskie) — административно-территориальная единица в составе Малопольской провинции Королевства Польского. Образовано в XIV веке. Центр — город Краков. Площадь воеводства составляла 17 650 км². Упразднено в 1795 году.

## История
После раздела Польского государства в период раздробленности в 1138 году между сыновьями Болеслава III Кривоустого, Краковское княжество было передано, независимо от Силезии, старшему из них, Владиславу II Изгнаннику. Территория его владений практически совпадала с границами более позднего Краковского воеводства. После 1314 года Краковская земля была преобразована в Краковское воеводство, которое без изменений вошло затем в административную структуру Первой Речи Посполитой (шляхетской). Оно просуществовал до 1795 года. Его границы мало изменились на протяжении веков. Краковская земля считалась одной из самых богатых в Польше, так как имела соляные рудники в Величке и Бохне, серебряные и свинцовые рудники в Олькуше, плодородные просовские почвы.
С юга Краковская земля граничила со Спишской землей за Карпатами. Эта земля, вероятно, была включена в состав Польши в 1001 году Болеславом Храбрым. Часть этой земли была потеряна в 1018 году. Под напором Венгрии южная граница Польши постепенно сдвигалась на север. До XIV века польско-венгерская граница на Спише, скорее всего, проходила по долине Горнад. Позже Венгрия вошла в бассейн Попрада и Замагура. Примерно в середине четырнадцатого века Польша потеряла окрестности Подолинеца и Старой Любовны, которые ранее принадлежали земле Садецкой. В 1412 году спишские земли вернулись в Польшу под залог, но не как единая земля, а как несколько отдельных ключей, охватывающих 13 городов.
В 1443 году Збигнев Олесницкий, епископ Кракова, купил Княжество Севежское у Вацлава Цешинского, князя Тешинского. С тех пор княжество находилось под властью краковских епископов, официально включённых в Краковское воеводство в 1790 году.